# (4070) Rozov
(4070) Rozov ist ein Hauptgürtelasteroid, der am 8. September 1980 von Ljudmyla Schurawlowa vom Krim-Observatorium aus entdeckt wurde.
Der Asteroid wurde nach dem russischen Dramatiker Wiktor Sergejewitsch Rosow (1913–2004) benannt.